# Бандо (боевое искусство)
Бандо (бирм. ဗန်တို) — бирманское боевое искусство, основанное в XI—XII веках в буддийских монастырях в период династии Паган.

## История
Центрами развития и пропаганды бандо были буддийские монастыри, а также бирманская военная академия «Газа Кхунит Кьяунг», или «Кхо Кьяунг», в которой обучались военному делу сыновья правителей и аристократов. Кроме этого, боевым искусствам обучали воинов королевской гвардии. Раз в год лучшему бойцу страны присваивалось звание «королевского боксёра». Эта традиция жила до XIX века, когда Бирму оккупировала Великобритания и сама королевская династия прекратила своё существование.
Во время британской оккупации развитие боевых искусств Бирмы пришло в упадок. И учителя и их последователи преследовались законом. Немногие сохранившиеся мастера боевых искусств «летхвэй сая» продолжали тайное обучение в отдалённых деревнях, многие эмигрировали в соседний Таиланд.
В 1933 году во вспомогательных частях британской армии, комплектовавшихся бирманцами и непальскими горцами — гуркхами, — офицеры отдельной бригады гуркхов организовали занятия бандо в своём армейском гимнастическом клубе. Дальнейшее развитие эта тенденция получила во время второй мировой войны, когда пришедшие в Бирму японцы, создавшие марионеточное государство, активно способствовали воскрешению местных боевых искусств. В 1942 году известные мастера У Пье Тхиен и Сая Пуа начали активную пропаганду бандо.
После второй мировой войны и обретения независимости министерство спорта стало проводить ежегодные соревнования по «бирманскому боксу». В 1946 году была создана Всебирманская федерация тхайинг, которую возглавил У Чит Тхан, ученик У Пье Тхиена. В том же году директор департамента физической культуры в министерстве образования Бирмы У Ба Тхан Гьи создал Международную ассоциацию бандо с центром в Рангуне.
В 1962 бандо в Бирме было объявлено национальным видом спорта. Спортивные правила бандо были разработаны У Ба Тханом Гьи, считающимся «великим учителем» бандо. В США его сын Маунг Гьи создал Американскую федерацию бандо.
В настоящее время бандо известно в Европе под названием «бирманское карате» из-за сходства их спортивных разновидностей.

## Общие сведения
Одежда для занятий состоит из шортов (либо набедренной повязки) и треугольного пояса — «лангота», который необходим для защиты паховой области от травм. Иногда бойцы натираются маслом. В США спортсмены носят чёрную униформу цвета шкуры чёрной пантеры — тотемного зверя бандо.
В бандо отсутствует система официальных рангов (разрядов, кю, данов). Считается, что выделение кого-то может обидеть окружающих.
Большинство спортивных организаций бандо являются некоммерческими и не прибегают к саморекламе.

## Техника и разновидности бандо
Техника бандо включает в себя блоки, удары головой, удушения, захваты, удары кулаками, локтями, ступнями, коленями и пальцами, броски. Традиционные школы отличаются красивыми плавными движениями, более похожими на технику китайских внутренних школ, чем на карате. Существуют также и «звериные» стили, имитирующие движения различных животных.
В «мягком бандо» бой ведётся только с воображаемым противником по заранее подготовленной схеме. Возможна также работа с партнёром, но без контакта.
В «среднем бандо» присутствует спарринг в лёгкий контакт в течение трёх минут. За каждый успешно проведённый приём засчитываются очки.
«Жёсткое бандо» — это бирманский бокс лэхвей. Бои проходят в полный контакт и, как правило, заканчиваются нокаутом. Поединок в «жёстком бандо» похож на схватку в муай тай, но без каких-либо ограничений по безопасности. Бойцы носят не боксёрские перчатки, а кожаные ремни, намотанные на руку.

## Известные последователи
Среди великих мастеров бандо — буддийский монах Сая Сан, Сая По Тхит, Сая Мьен Са.